# Chone acustica
Chone acustica är en ringmaskart som först beskrevs av Jean Louis René Antoine Édouard Claparède 1869. Enligt Catalogue of Life ingår Chone acustica i släktet Chone och familjen Sabellidae, men enligt Dyntaxa är tillhörigheten istället släktet Chone och familjen Sabellariidae. Arten har ej påträffats i Sverige. Inga underarter finns listade i Catalogue of Life.